# Journal Article Tag Suite
A Journal Article Tag Suite (JATS) é um formato usado para os metadados de produções científicas públicadas on-line. É um padrão técnico desenvolvido pelas organizações estado-unidenses National Information Standards Organization (NISO) e aprovado pelo American National Standards Institute sob o código Z39.96-2012 .
Este projeto da NISO foi uma continuação do trabalho realizado pelo NLM/NCBI, sendo popularizado pelo repositório de artigos PubMed Central, como um padrão de fato para arquivamento e intercâmbio de periódicos científicos de acesso aberto e seus conteúdos com o uso de XML .
O JATS descreve um conjunto de elementos e atributos em XML para descrever o conteúdo textual e gráfico de artigos de periódicos. O JATS permite descrições tanto do conteúdo completo do artigo quanto dos metadados do cabeçalho do artigo; e permite outros tipos de conteúdo, incluindo artigos de pesquisa e não pesquisa, cartas, editoriais e resenhas de livros e produtos.

## História
Desde a sua introdução, o conjunto do NLM Archiving and Interchange DTD (Definição de Tipo de Documento)tornou-se o padrão de fato para marcação de artigos de periódicos . Com a introdução do JATS, o sistema foi elevado a um padrão de jure. Mesmo sem troca de dados públicos, o JATS proporcionou aos editores simplificações dos fluxos de trabalho de produção e otimização da interoperabilidade de sistemas.

## Escopo técnico
Por definição, o JATS é um modelo para artigos de periódicos, como o artigo de pesquisa típico encontrado em um periódico STM.

### Conjuntos de tags

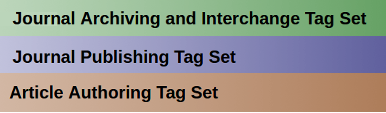
As 3 especificações do JATS. Devido à sua documentação codificada por cores, são coloquialmente chamados de cores

Existem três variantes de tags dentro do JATS:
Arquivamento e Intercâmbio de Periódicos (verde, Journal Archiving and Interchange)
"O mais permissivo dos conjuntos de tags", destinado principalmente ao arquivamento de dados de periódicos existentes.
Publicação de periódicos (azul, Journal Publishing )
“Um conjunto de tags moderadamente prescritivo”, destinado ao uso geral na produção e publicação de periódicos.
Formalmente, esse modelo é um subconjunto do modelo de arquivamento. Esta é a variante JATS mais frequentemente usada.
Criação de artigos (laranja, Article Authoring)
"O mais prescritivo [mais apertado e menor] dos conjuntos de tags", destinado à criação relativamente leve de artigos de periódicos válidos para JATS. Formalmente, este modelo é um subconjunto do modelo de publicação .

### Estrutura do documento
O conjunto JATS Publishing define um documento em certas  categorias superiores, como periódico, como artigo, como resenha de livro ou produto, ou uma carta ao editor. Cada um desses documentos é composto de elementos pré-textuais (obrigatória) e até três partes opcionais. Eles devem aparecer na seguinte ordem:
Elementos pré-textuais (front matter)
Os elementos pré-textuais do artigo contém os metadados do artigo (também chamados de informações de cabeçalho), por exemplo, o título do artigo, o periódico em que ele aparece, a data e a edição da publicação para aquela edição daquele periódico, uma declaração de direitos autorais, etc. Tanto metadados em nível de artigo, quanto de edição (no elemento <article-meta> ) e quanto de periódico (no elemento <journal-meta> ) podem ser capturados.
Corpo (do artigo)
O corpo do artigo contém o conteúdo textual e gráfico do artigo. Geralmente consiste em parágrafos e seções, que podem conter figuras, tabelas, caixas de informação, etc. O corpo do artigo é opcional no padrão, pois há repositórios que apenas mantêm informações do cabeçalho do artigo, sem marcação do conteúdo textual.
Texto de apoio (back matter)
Caso presente, o texto de apoio do artigo contém informações que auxiliam a compreensão do texto principal, como um glossário, apêndice ou lista de referências citadas.
Material flutuante (floating material)
Um editor pode decidir por posicionar todos os objetos flutuantes em um artigo (como tabelas, figuras, barras laterais de texto em caixa, etc.) em um elemento de contêiner separado fora do fluxo narrativo para processamento mais conveniente.
Após a frente, o corpo, o verso e o material flutuante, pode haver uma ou mais respostas (responses) ao artigo ou um ou mais artigos subordinados (subordinates).

## Exemplo
Esta é a estrutura mínima de um  artigo,
```
<?xml version="1.0" encoding="UTF-8"?>

<!DOCTYPE article

  PUBLIC "-//NLM//DTD JATS (Z39.96) Journal Publishing DTD v1.0 20120330//EN"

         "JATS-journalpublishing1.dtd"

>

<article
 
dtd-version=
"1.0"
 
article-type=
"article"
 
specific-use=
"migrated"

 
xmlns:mml=
"http://www.w3.org/1998/Math/MathML"
 
xmlns:xlink=
"http://www.w3.org/1999/xlink"

>

  
<front>
...
</front>

  
<body>
...
</body>

  
<back>
...
</back>

</article>

```

O cabeçalho DOCTYPE é opcional, um legado dos validadores orientados a SGML e DTD . O atributo dtd-version pode ser usado mesmo sem um cabeçalho DTD.
O elemento raiz article  está presente em qualquer versão do JATS ou da "família JATS", como os DTDs. As regras para validação de etiquetas front, body e back dependem da versão do JATS, mas todas as versões têm estrutura semelhante, com boa interoperabilidade.

Variações menos comuns, como "apenas front ", "apenas front e back ", também são usadas para outras finalidades.  A composição geral do artigo (usando um formalismo de Backus-Naur) é
```
   (front, body?, back?, floats-group?, (sub-article* | response*))

```

## Repositórios centrais JATS
Conforme o NISO JATS tornou-se o padrão de facto e de jure para periódicos de acesso aberto, a comunidade científica adotou repositórios JATS como uma espécie de depósito legal, enriquecido em relação a bibliotecas digitais tradicionais, onde o PDF é armazenado. A lista de repositórios JATS inclui:
- PubMed Central:
  - US PubMed Central: em 2016 ~3,8 milhões de artigos
  - Europa PubMed Central : em 2016 ~3,7 milhões de artigos
- SciELO: em 2016 ~0,6 milhões de artigos

## Alternativas e semântica
Houve experimentos usando conversão para RDF em 2012, mas  sem adoção na comunidade JATS.
Mais tarde, em ~2016, para o contexto do Web Semântica, por iniciativa do SchemaOrg, foi definida a classe ScholarlyArticle, que teve melhor recepção. É uma "padronização tipo JATS" inicial para contextos no qual RDF é utilizado.